# خون مقدس و جام مقدس

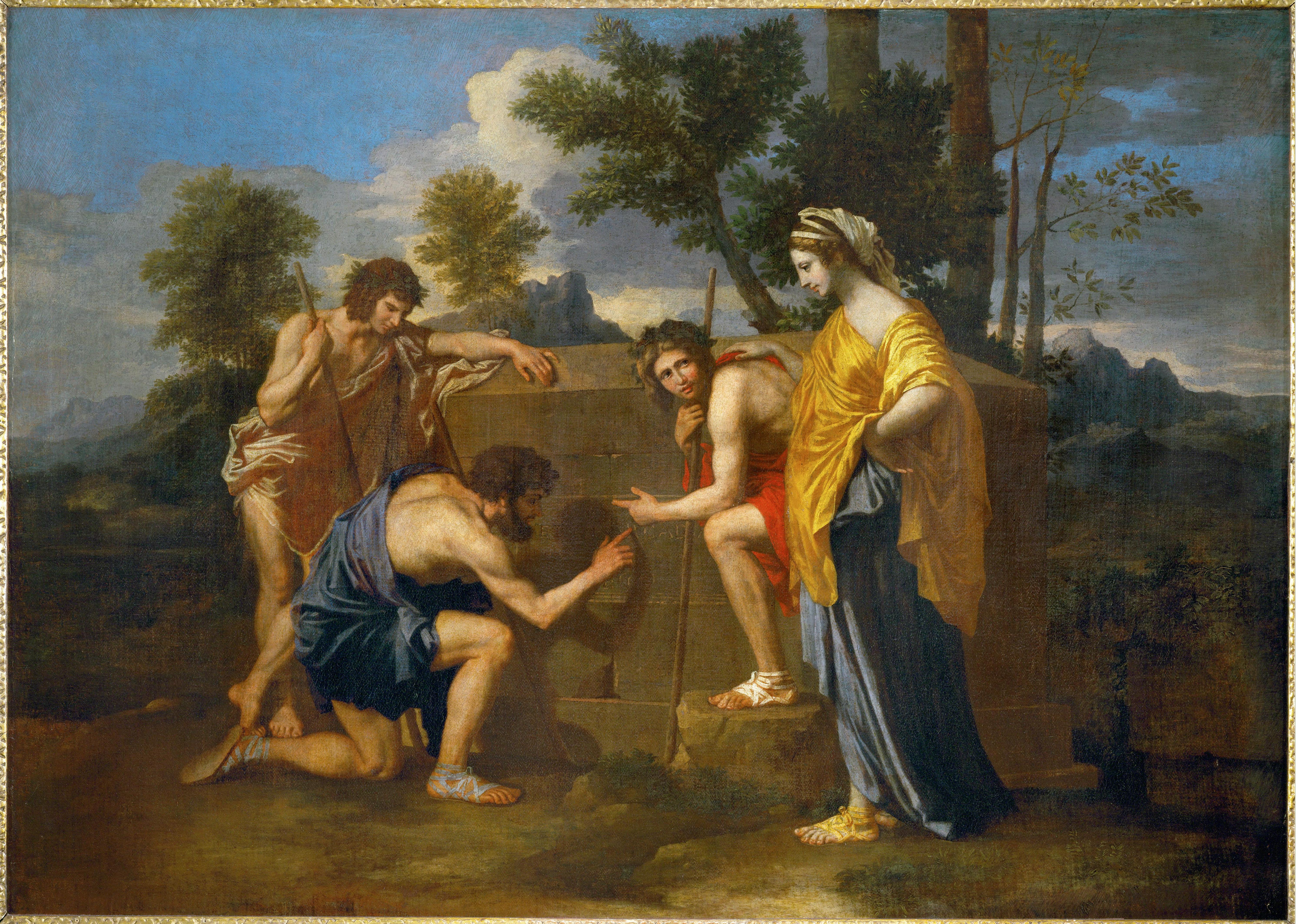
تصویر قرن هفدهمی نیکلاس پوسین که مکرراً در کتاب ذکر شده است.

خون مقدس و جام مقدس (در ایالات متحده آمریکا چاپ شده تحت عنوان: خون مقدس، جام مقدس) کتابی تاریخی و معمایی است اثر مایکل بیجنت، ریچارد لی و هنری لینکلن.